# Campo Calabro
Campo Calabro – miejscowość i gmina we Włoszech, w regionie Kalabria, w prowincji Reggio Calabria.
Według danych na rok 2004 gminę zamieszkiwały 4072 osoby, 581,7 os./km².